# 麻省理工学院理学院
麻省理工学院理学院（英語：Massachusetts Institute of Technology School of Science）是麻省理工学院的五大主要学院之一。

## 历史
麻省理工学院理学院位于美国剑桥市，创建于1932年，它有6个系：生物系、大脑与认知科学系、地球、大气与行星科学系、数学系、物理系、化学系，它能授予理学学士、理学硕士、哲学博士学位。